# James Wasserman
James Wasserman (Nueva Jersey, 23 de junio de 1948 - 18 de noviembre de 2020) fue un autor y ocultista estadounidense. Miembro del Ordo Templi Orientis desde 1976 y diseñador de libros de profesión, escribió extensamente sobre la libertad espiritual y política.

## Carrera editorial
Wasserman comenzó a trabajar en 1973 en Weiser Books, entonces la librería y editorial más grande del mundo especializada en literatura esotérica. Mientras trabajaba en Weiser, conoció y se hizo amigo de los cineastas y ocultistas Harry Smith y Alejandro Jodorowsky. Wasserman trabajó con el ocultista brasileño Marcelo Ramos Motta para publicar los Comentarios de AL en 1975, para lo cual escribió la introducción. Además, supervisó la publicación de Weiser de 1976 de El libro de la ley, la primera edición popular en anexar el manuscrito holográfico al texto tipográfico. En 1977, Wasserman arregló para volver a fotografiar profesionalmente las pinturas del Tarot de Frieda Harris para usarlas en una segunda edición mejorada de la baraja Thoth Tarot de Aleister Crowley y también escribió el folleto de instrucciones.
Wasserman dejó Weiser en 1977 para fundar Studio 31, donde produjo el Simon Necronomicon, un volumen que pretende ser el mitológico Necronomicon que Howard Philips Lovecraft hizo famoso. En 2008, fue reeditado en una edición de 31 aniversario de alta calidad por Ibis Press. En 1994, Wasserman reunió a un equipo de académicos, fotógrafos y personal editorial para producir una versión a todo color de El libro egipcio de los muertos con el papiro de Ani como se analiza en el centro del fuego. Su edición del Libro de los Muertos fue descrita por John Baines, profesor de Egiptología en la Universidad de Oxford, como "de gran valor en presentación, diseño y comentario". En 2014, se completó, revisó y amplió la edición del vigésimo aniversario, añadiendo: "Reflexiones sobre esta edición del vigésimo aniversario" de James Wasserman; "Llegando al día" de J. Daniel Gunther; y "Una bibliografía anotada y una guía de estudio" por el Dr. Ogden Goelet. Esta nueva edición incluye algunas correcciones y mejoras a las planchas a color, y fue recreada íntegramente en formato electrónico.

## Ordo Templi Orientis
Miembro de la OTO desde 1976, Wasserman fundó una de sus logias más antiguas, Tahuti Lodge, en la ciudad de Nueva York en 1979. Desempeñó un papel clave dentro de la Orden en la publicación del corpus literario de Aleister Crowley. En 1983, trabajó con otros dos miembros de OTO para producir The Holy Books of Thelema, una colección de escritos de Clase A (inspirados) de Crowley. En 1986, su ensayo “Introducción a la historia de la OTO” apareció en The Equinox III, No. 10 . En 2009, él y su esposa Nancy publicaron To Perfect This Feast, un comentario sobre la interpretación de la Misa Gnóstica. Revisado para una segunda edición en 2010, el libro se encuentra ahora en su tercera y última edición, publicada en 2013. Wasserman es descrito por Dan Burstein como "un fundador del moderno Ordo Templi Orientis" en su guía de la novela Angels & Demons de Dan Brown. En 2012, Wasserman escribió In the Center of the Fire, un extenso relato de sus propias experiencias en el desarrollo de la OTO moderna. En 2015, diseñó y produjo una colección de ensayos para Ordo Templi Orientis publicados como Success Is Your Proof: Cien años de OTO en América del Norte: Un Festschrift en honor a Hymenaeus Beta, celebrando treinta años de liderazgo. Contribuyó con un ensayo titulado "El Nuevo Eón en el Nuevo Mundo: La Ley de la Libertad en el Lejano Oeste". Otros once miembros de rango de la Orden contribuyeron con ensayos sobre una amplia gama de temas como la doctrina Thelémica, las prácticas mágicas, la historia de la Orden y los tratamientos biográficos.

## Filosofía subyacente
El trabajo de Wasserman en OTO y sus numerosos escritos apuntan a una filosofía basada en la libertad individual y la oportunidad de una experiencia personal directa de Dios interior. Esta concepción más moderna del gnosticismo prescinde de la miríada de variaciones del término tal como se aplica a numerosas subsectas dentro de las principales religiones hace mucho tiempo. El gnosticismo moderno simplemente presupone la capacidad de forjar un vínculo directo con el más alto nivel de divinidad. Wasserman avanzó aún más la noción de que la libertad política ofrece a la humanidad las mejores condiciones para el crecimiento espiritual.

## Apariciones públicas
Wasserman ha aparecido en varias cadenas de televisión, como The History Channel, Discovery Channel, National Geographic; y numerosas transmisiones de radio, incluidas NPR, Coast to Coast Radio y 21st Century Radio. En 2009, discutió su libro Secrets of Masonic Washington en el National Press Club en Washington D. C. En 2012, su interpretación de Liber Israfel fue transmitida en The Discovery Channel en un programa titulado Secrets of Secret Societies. En 2013, Swirling Star Lodge filmó una charla de 50 minutos que presentó sobre una historia moderna de la OTO, un suplemento de In the Center of the Fire. En 2014, Swirling Star Lodge lanzó un video de una actuación de la Misa Gnóstica basado en las instrucciones en To Perfect This Feast En mayo de 2015, Wasserman se dirigió a la OTO en Vancouver en celebración de su centenario en Norteamérica. En 2017 se dirigió a NOTOCON sobre "Las raíces de la OTO en las cruzadas", una versión pública de la cual se encuentra en su sitio web.

## Trabajos

### Como escritor
- "Introducción" en Motta, Marcelo (1975). Los comentarios de AL . Nueva York, NY: Samuel Weiser. págs. ix-xi.ISBN 0-87728-287-0 .
- Instructions for Aleister Crowley's Thoth Tarot Deck. New York, NY: Samuel Weiser. 1978. ISBN 0-87728-444-X.Instructions for Aleister Crowley's Thoth Tarot Deck. New York, NY: Samuel Weiser. 1978. ISBN 0-87728-444-X. Instructions for Aleister Crowley's Thoth Tarot Deck. New York, NY: Samuel Weiser. 1978. ISBN 0-87728-444-X.
- “Una introducción a la historia de la OTO” en Crowley, Aleister (1986). The Equinox III, Vol. 3, No. 10. Samuel Weiser. p. 87. ISBN 0-87728-719-8.Crowley, Aleister (1986). The Equinox III, Vol. 3, No. 10. Samuel Weiser. p. 87. ISBN 0-87728-719-8. Crowley, Aleister (1986). The Equinox III, Vol. 3, No. 10. Samuel Weiser. p. 87. ISBN 0-87728-719-8.
- Los templarios y los asesinos: la milicia del cielo . Libros del destino, 2001.ISBN 978-0-89281-859-4
- Los esclavos servirán: meditaciones sobre la libertad. Libros Sekmet. 2004.
- The Mystery Traditions: Secret Symbols & Sacred Art (una edición revisada y ampliada de Art & Symbols of the Occult, 1993). Libros del destino, 2005.ISBN 978-1-59477-088-3
- Una historia ilustrada de los Caballeros Templarios. Libros del destino, 2006.ISBN 978-1-59477-117-0
- Los secretos del Washington masónico: una guía de signos, símbolos y ceremonias en el origen de la capital de Estados Unidos. Libros del destino, 2008.ISBN 978-1-59477-266-5
- Wasserman, James; Nancy Wasserman (2013). To Perfect This Feast: The Gnostic Mass (Revised third edición). Sekmet Books. ISBN 978-0-9718870-3-9.Wasserman, James; Nancy Wasserman (2013). To Perfect This Feast: The Gnostic Mass (Revised third edición). Sekmet Books. ISBN 978-0-9718870-3-9. Wasserman, James; Nancy Wasserman (2013). To Perfect This Feast: The Gnostic Mass (Revised third edición). Sekmet Books. ISBN 978-0-9718870-3-9.
- El templo de Salomón: del antiguo Israel a las sociedades secretas. Tradiciones internas, 2011.ISBN 978-1-59477-220-7
- En el centro del fuego: una memoria de lo oculto 1966-1989. Ibis Press, 2012.ISBN 978-0-89254-201-7
- El libro de los días: calendario perpetuo. Libros intrínsecos, 2014.ISBN 978-0-9718870-8-4
- Herejía templaria: una historia de iluminación gnóstica. (con Keith W. Stump y Harvey Rochman) Destiny Books, 2017.ISBN 978-1-62055-658-0

### Como editor
- Crowley, Aleister (2006). Aleister Crowley and the Practice of the Magical Diary. Redwheel/Weiser. ISBN 978-1-57863-372-2.Crowley, Aleister (2006). Aleister Crowley and the Practice of the Magical Diary. Redwheel/Weiser. ISBN 978-1-57863-372-2. Crowley, Aleister (2006). Aleister Crowley and the Practice of the Magical Diary. Redwheel/Weiser. ISBN 978-1-57863-372-2. (Publicado originalmente en 1993 por New Falcon Publications, nueva edición completamente revisada y ampliada. Con Frater Achad y J. Daniel Gunther)
- Birch, Una (2007). Secret Societies: Illuminati, Freemasons, and the French Revolution. Nicolas Hays. ISBN 978-0-89254-132-4.Birch, Una (2007). Secret Societies: Illuminati, Freemasons, and the French Revolution. Nicolas Hays. ISBN 978-0-89254-132-4. Birch, Una (2007). Secret Societies: Illuminati, Freemasons, and the French Revolution. Nicolas Hays. ISBN 978-0-89254-132-4.
- Regardie, Israel (2009). Healing Energy, Prayer, and Relaxation. New Falcon Publications. ISBN 978-1-56184-183-7.Regardie, Israel (2009). Healing Energy, Prayer, and Relaxation. New Falcon Publications. ISBN 978-1-56184-183-7. Regardie, Israel (2009). Healing Energy, Prayer, and Relaxation. New Falcon Publications. ISBN 978-1-56184-183-7. (con Colin Wilson, Christopher S. Hyatt, Ph.D. Lon Milo Duquette, AIMA)
- Stanley, Thomas (2010). Pythagoras: His Life and Teaching. Ibis Press. ISBN 978-0-89254-160-7.Stanley, Thomas (2010). Pythagoras: His Life and Teaching. Ibis Press. ISBN 978-0-89254-160-7. Stanley, Thomas (2010). Pythagoras: His Life and Teaching. Ibis Press. ISBN 978-0-89254-160-7. (con el coeditor Daniel Gunther)
- La serie de guías concisas de Weiser (5 títulos) publicada por Redwheel / Weiser de 2006 a 2009
- Crowley, Aleister (2014). AHA! The Sevenfold Mystery of the Ineffable Love. New Falcon Publications. ISBN 978-1-56184-533-0.Crowley, Aleister (2014). AHA! The Sevenfold Mystery of the Ineffable Love. New Falcon Publications. ISBN 978-1-56184-533-0. Crowley, Aleister (2014). AHA! The Sevenfold Mystery of the Ineffable Love. New Falcon Publications. ISBN 978-1-56184-533-0. (Publicado originalmente en 1996, nueva edición completamente revisada y ampliada. Con J. Daniel Gunther, Frater Achad e Israel Regardie.)

### Como publicista
- Eva Von Dassow, ed. (2014). The Egyptian Book of the Dead: Twentieth Anniversary Edition. San Francisco: Chronicle Books. ISBN 978-1-4521-4438-2.
- Simon, ed. (2008). The Necronomicon. Lake Worth, Florida: Ibis Press. ISBN 978-0-89254-146-1.
- Richard Kaczynski, ed. (2015). Success Is Your Proof: One Hundred Years of O.T.O. in North America. New York: Sekmet Books. ISBN 978-0-9863365-2-2.